# Ford Ikon
La Ford Ikon è la versione berlina 3 volumi della Ford Fiesta Mark IV restilizzata sul pianale B3. Presentata nel 1999, viene ancora prodotta e venduta in India dove è stata presentata la seconda serie. La produzione del modello è invece cessata in Sudafrica, Messico e Cina nel 2006 e 2007.

## Le serie

### Prima serie: 1999-2008
La versione messicana e sud africana era molto simile alla Fiesta Mark IV restilizzata venduta in Europa, mentre quella indiana aveva sospensioni, interni e rinforzi frontali meno costosi e di qualità più scarsa. La versione cinese si collocava nel mezzo in quanto a qualità.
In Brasile questo modello venne sostituito da una quattro porte basata sulla versione sud americana della Fiesta. In Sud Africa, l'Ikon venne sostituita dalla Fiesta quattro porte a tre volumi, ma con interni diversi rispetto alla versione europea. In India, la Fiesta Sedan non sostituì l'Ikon, la quale rimane ancora in produzione e viene venduta a un prezzo più basso.
Nel mercato indiano venne venduta in sei varianti: 1.3 LXi, 1.3 Flair, 1.6 EXi, 1.6 ZXi, 1.8 EXi e 1.8 ZXi. Nel 2003 venne venduto un aggiornamento e relativo facelift siglato NXT.
Le motorizzazioni erano il 1.6 l benzina e il 1.3 HCS da 58 bhp montato sulle versioni base. L'aggiornamento NXT introdusse un 1.3L ROCAM (Roller Finger Camshaft) capace di erogare 69 bhp a 5.500 giri motore e una coppia di 105 Nm a 2.500 giri. I motori vennero associati con una trasmissione a 5 rapporti.

### Seconda serie: 2008 - presente
Il 5 novembre 2008, Ford India ha lanciato la nuova versione della Ford Ikon con un aspetto completamente nuovo, anche se la vettura si basa ancora sul precedente modello. Nonostante tutto, gli airbag, l'ABS e l'EBD sono ancora assenti.
Per quanto riguarda le motorizzazioni, è stato aggiornato il 1.3 l Rocam e introdotto il 1.4 l Duratorq diesel della Ford Fiesta europea, capace di erogare 68 bhp a 4000 giri e 160 N·m di coppia a 2000 giri. La nuova Ikon possiede freni a disco ventilati all'anteriore, mentre a tamburo al posteriore. Gli pneumatici sono dei 175/70 R13.
Gli accessori dedicati al comfort consistono in finestrini elettrici (sia anteriori che posteriori), porta bevande, aria condizionata e riscaldamento.